# Chiến tranh và hòa bình
Chiến tranh và hòa bình (tiếng Nga: Война и мир) là một tiểu thuyết của Lev Nikolayevich Tolstoy, được xuất bản rải rác trong giai đoạn 1865–1869. Tác phẩm được xem là thành tựu văn học xuất sắc nhất của Tolstoy, cũng như một tác phẩm kinh điển của văn học thế giới.

## Lịch sử
Tiểu thuyết Chiến tranh và hòa bình được Lev Tolstoy khởi thảo vào năm 1863 và gửi in tại nhà Russki Vestnik từ năm 1865 đến năm 1869 thì hoàn thành, không kể nhiều năm tiếp theo liên tục được chính tác giả sửa chữa trong các lần tái bản. Người ta thống kê được chừng 10.000 bản nháp mà Lev Tolstoy dùng để sửa chữa tác phẩm của mình. Nhan đề của nguyên tác là Война и Мiръ, trong đó, Мiръ của văn phạm Nga thế kỷ XIX có nghĩa là dân sự; sang đến thập niên 1930 khi chính quyền Soviet quyết định ấn hành tất cả trứ tác của Lev Tolstoy, nhan đề và nội dung đã được sửa lại theo văn phạm cách tân. Những bản in hiện đại bị nhiều học giả chỉ trích là không thể truyền tải nguyên vẹn ý tưởng của tác giả. Chiến tranh và hòa bình được liệt vào hạng danh tác trong các ấn phẩm thuộc trào lưu lãng mạn Nga thế kỷ XIX.

## Nội dung
Tác phẩm mở đầu với khung cảnh một buổi tiếp tân, nơi có đủ mặt các nhân vật sang trọng của giới quý tộc Nga tại kinh kỳ Sankt-Peterburg. Bên cạnh những câu chuyện thường nhật của giới quý tộc, người ta bắt đầu nhắc đến Hoàng đế Napoléon I và cuộc chiến tranh chống Pháp sắp tới mà Nga sắp tham gia. Trong số những tân khách hôm ấy có công tước Andrey Bolkonsky - một người trẻ tuổi, đẹp trai, giàu có, có cô vợ Liza xinh đẹp mới cưới và đang chờ đón đứa con đầu lòng. Và một vị khách khác là Pierre người con rơi của lão bá tước Bezoukhov, vừa từ nước ngoài trở về. Tuy khác nhau về tính cách, một người khắc khổ về lý trí, một người hồn nhiên sôi nổi song Andrey và Pierre rất quý mến nhau và đều là những chàng trai trung thực, luôn khát khao đi tìm lẽ sống. Andrey tuy giàu có và thành đạt nhưng chán ghét tất cả nên chàng chuẩn bị nhập ngũ với hy vọng tìm được chỗ đứng của một người đàn ông chân chính nơi chiến trường. Còn Pierre từ nước ngoài trở về Nga, tham gia vào các cuộc chơi bời và bị trục xuất khỏi Sankt-Peterburg vì tội du đãng. Pierre trở về cố đô Moskva, nơi cha chàng đang sắp chết. Lão bá tước Bezukhov rất giàu có, không có con, chỉ có Pierre là đứa con rơi mà ông chưa công nhận. Mấy người bà con xa của ông xúm quanh giường bệnh với âm mưu chiếm đoạt gia tài. Pierre đứng ngoài các cuộc tranh chấp đó vì chàng vốn không có tình cảm với cha, nhưng khi chứng kiến cảnh hấp hối của người cha lúc lâm chung thì tình cảm cha con đã làm chàng rơi nước mắt. Lão bá tước mất đi để lại toàn bộ gia sản cho Pierre và công nhận chàng làm con chính thức. Công tước Kuragin  không được lợi lộc gì trong cuộc tranh chấp ấy bèn tìm cách dụ dỗ Pierre. Vốn là người nhẹ dạ, cả tin nên Pierre rơi vào bẫy và phải cưới con gái của lão là Hélène, một cô gái có nhan sắc nhưng lẳng lơ và vô đạo đức.
Về phần Andrey, chàng quyết định gởi vợ cho cha và em chăm sóc sau đó gia nhập Quân đội Nga. Khi lên đường Andrey mang một niềm hy vọng là có thể tìm thấy ý nghĩa cuộc sống cũng như công danh trên chiến trường. Chàng tham chiến trận đánh Austerlitz - nơi Napoléon I đã đánh tan nát quân Liên minh Nga - Áo, bản thân chàng thương nặng, bị bỏ lại chiến trường. Khi tỉnh dậy chàng nhìn thấy bầu trời xanh rộng lớn và sự nhỏ nhoi của con người, kể cả những mơ ước, công danh và kể cả Napoléon I - vốn là một thần tượng của chàng. Andrey được đưa vào trạm quân y và được cứu sống. Sau đó, chàng trở về nhà chứng kiến cái chết đau đớn của người vợ trẻ khi sinh đứa con đầu lòng. Cái chết của Liza, cùng với vết thương và sự tiêu tan của giấc mơ Toulon - cầu Arcole đã làm cho Andrey tuyệt vọng. Chàng quyết định lui về sống ẩn dật. Có lần Pierre đến thăm Andrey và đã phê phán cách sống đó. Lúc này, Pierre đang tham gia vào hội Tam điểm với mong muốn làm việc có ích cho đời.
Một lần, Andrey có việc đến gia đình bá tước Rostov. Tại đây, chàng gặp Natalia (Natasha) con gái gia đình của bá tước Rostov. Chính tâm hồn trong trắng hồn nhiên và lòng yêu đời của nàng đã làm hồi sinh Andrey. Chàng quyết định tham gia vào công cuộc cải cách ở triều đình và cầu hôn Natasha. Chàng đã được gia đình bá tước Rostov chấp nhận, nhưng cha chàng phản đối cuộc hôn nhân này. Bá tước Bolkonsky (cha của Andrey) buộc chàng phải đi trị thương ở nước ngoài trong khoảng thời gian là một năm. Cuối cùng, chàng chấp nhận và xem đó như là thời gian để thử thách Natasha. Chàng nhờ bạn mình là Pierre đến chăm sóc cho Natasha lúc chàng đi vắng. Natasha rất yêu Andrey, song do nhẹ dạ và cả tin nên nàng đã rơi vào bẫy của Anatole con trai của công tước Vasili, nên Natasha và Anatole đã định bỏ trốn nhưng âm mưu bị bại lộ, nàng vô cùng đau khổ và hối hận. Sau khi trở về Andrey biết rõ mọi chuyện nên đã nhờ Pierre đem trả tất cả những kỷ vật cho Natasha. Nàng lâm bệnh, người chăm sóc và thông cảm cho nàng lúc này là Pierre.
Vào lúc này, nguy cơ chiến tranh giữa Pháp và Nga ngày càng đến gần. Cuối năm 1811, quân Pháp tiến dần đến biên giới Nga, quân Nga rút lui. Đầu năm 1812, quân Pháp tiến vào lãnh thổ Nga. Cuộc Chiến tranh Vệ quốc Nga bùng nổ. Vị tướng già Mikhail Kutuzov được cử làm Tổng tư lệnh quân đội Nga. Trong khi đó, quý tộc và thương gia được lệnh phải nộp tiền và dân binh. Pierre cũng nộp tiền và hơn một ngàn dân binh cho quân đội. Andrey lại gia nhập quân đội, ban đầu vì muốn trả thù tình địch, nhưng sau đó chàng bị cuốn vào cuộc chiến, bị cuốn vào tinh thần yêu nước của nhân dân. Trong trận Borodino, dưới sự chỉ huy của vị Nguyên soái Kutuzov quân đội Nga đã chiến đấu dũng cảm tuyệt vời, với kết quả là chiến thắng lớn lao về mặt tinh thần. Andrey cũng tham gia trận đánh này và bị thương nặng. Trong lán quân y, chàng gặp lại tình địch của mình cũng đang đau đớn vì vết thương. Mọi nỗi thù hận đều tan biến, chàng chỉ còn thấy một nỗi thương cảm đối với mọi người. Chàng được đưa về địa phương. Trên đường di tản, chàng gặp lại Natasha và tha thứ cho nàng. Và cũng chính Natasha đã chăm sóc cho chàng cho đến khi chàng mất.
Sau trận huyết chiến ở Borodino, quân Nga rút khỏi Moskva. Quân Pháp chiếm được Moskva nhưng có tâm trạng vô cùng lo sợ. Pierre trở về Moskva giả dạng thành thường dân để ám sát Napoléon. Nhưng âm mưu chưa thực hiện được thì chàng bị bắt. Trong nhà giam, Pierre gặp lại Platon Karatayev, một triết gia nông dân. Bằng những câu chuyện của mình, Platon đã giúp Pierre hiểu thế nào là cuộc sống có nghĩa.
Quân Nga bắt đầu phản công và tái chiếm Moskva. Quân Pháp rút lui trong hỗn loạn. Nước Nga thắng lợi bằng chính tinh thần của cả dân tộc Nga chứ không phải do một cá nhân nào, đó là điều Kutuzov hiểu còn Napoléon thì không. Sau chiến thắng, Kutuzov muốn cho nước Nga được nghỉ ngơi chứ chẳng muốn can thiệp thêm gì vào tình hình châu Âu.
Trên đường rút lui của quân Pháp, Pierre đã trốn thoát và trở lại Moskva. Chàng hay tin Andrey đã mất và vợ mình cũng vừa mới qua đời vì bệnh. Chàng gặp lại Natasha, một tình cảm mới mẻ giữa hai người bùng nổ. Pierre quyết định cầu hôn Natasha. Năm 1813, hai người tổ chức đám cưới. Bảy năm sau, họ có bốn người con. Natasha lúc này không còn là một cô gái vô tư hồn nhiên mà đã trở thành một người vợ đúng mực. Pierre sống hạnh phúc nhưng không chấp nhận cuộc sống nhàn tản. Chàng tham gia vào những hội kín - đó là các tổ chức cách mạng của những người tháng Chạp.

## Hệ thống nhân vật

### Nhà Bolkonsky
- Lão công tước Nikolai Andreyevich Bolkonsky, góa vợ, đại tướng tổng tư lệnh quân đội về hưu, thường được mệnh danh là Vua Phổ, cha của Andrey và Maria. Ông được miêu tả với nhiều tính cách phức tạp và khác nhau như: một người thông minh, ái quốc, nghiêm khắc, cương nghị, yêu chuộng lao động và học tập nhưng cũng bảo thủ, kiêu căng, gàn dở, yêu con gái hơn cả bản thân nhưng lại làm khổ con gái vì chính sự yêu thương quá mức của mình. Ông cũng là một người giản dị, được giới quý tộc kính trọng, mỗi khi có quý tộc nào đến địa phương ông sinh sống, họ đều đến chào hỏi ông. Ông căm ghét giới giao tế phù phiếm ở Kinh đô. Ông mất năm 1812 tại Smolensk.
- Công tước Andrey Nikolayevich Bolkonsky, nhân vật quan trọng của tác phẩm, là con trai của công tước Bolkonsky, có tâm hồn và trí tuệ, tinh thần yêu nước, trọng danh dự, mang nhiều khát vọng và ước mơ cao đẹp. Ra trận với ước mộng trở thành một Napoléon của nước Nga. Đại diện cho tầng lớp thanh niên quý tộc tiến bộ đi tìm lý tưởng sống và tìm được lý tưởng chân chính khi thực sự chung một chiến hào với nhân dân chống ngoại xâm. Chàng mất năm 1812 do bị thương trong trận Borodino
- Nữ công tước Maria Nikolayevna Bolkonskaya, con gái lão công tước Bolkonsky, em gái Andrey, dung mạo tầm thường xấu xí nhưng có một tâm hồn đẹp đẽ cao thượng, dịu dàng và mộ đạo, luôn sống vì người khác. Sau khi cha và anh mất, nàng kết hôn với Nikolai Ilyich Rostov năm 1814.
- Công tước phu nhân Elizaveta Karlovna Meinena (Liza), vợ Andrey, thường gọi là Công tước phu nhân nhỏ nhắn, mất năm 1806 sau khi sinh được một đứa con trai.
- Tiểu công tước Nikolai Andreyevich Bolkonsky, con trai Andrey và Lisa, một thiếu niên nhiệt thành đa cảm, luôn muốn sống xứng đáng với người cha mà cậu tưởng nhớ và tôn thờ.
- Amelia Evgenyevna Bourienne, tùy nữ của cô Maria, một thiếu nữ Pháp xinh đẹp và lẳng lơ.

### Gia đình Bá tước Rostov
- Bá tước Ilya Andreyevich Rostov, một ông già hiền lành, nhân hậu, vui vẻ, thật thà, hiếu khách. Tuy nhiên, do sự hiếu khách quá và tính cách hơi nhu nhược, chểnh mảng không quản lý các công việc của gia đình một cách cẩn thận, nên ông đã dấn đến hậu quả là gia đình Rostov bị khánh kiệt, mất đi nhiều tài sản và cả điền trang. Sau khi gia đình sa sút sau cái chết của Pyotr, ông bị suy sụp, ông bị bệnh và mất năm 1813. Trong năm cao trào 1812, ông và gia đình Rostov cũng hòa mình vào cuộc chiến tranh nhân dân, tản cư từ Moskva đến một vùng khác, ông đã quyết định vứt lại nhiều tài sản quý giá của gia đình để lấy chỗ chở thương binh trên xe tải.
- Bá tước phu nhân Natalya Shishina, vợ bá tước Rostov. Bà là một người phụ nữ nhân hậu, hiểu đạo lý và rất thương yêu chồng con
- Bá tước Nikolai Ilyich Rostov, con trai lão bá tước Rostov, anh trai Natasha, là một sĩ quan phiêu kị đẹp trai, nhiệt thành, chất phác, sùng kính hoàng đế Aleksandr I và rất mực hiếu thảo. Sau chiến tranh, chàng giải ngũ, kết hôn với Maria năm 1814. Tuy nhiên, không giống với Andrey hay Pierre có những ý tưởng cao đẹp, chàng chỉ được đánh giá là một quý tộc có phẩm chất bình thường trong xã hội Nga lúc bấy giờ, chàng trung thành một cách mù quáng với chế độ Nga phong kiến chứa nhiều mâu thuẫn. Việc này thể hiện qua đoạn Vĩ thanh của tác phẩm, khi Nikolai tranh cãi với Pierre và nói rằng sẽ sẵn sàng mang quân đàn áp Pierre và những người khác nếu họ chống lại Hoàng đế.
- Bá tước tiểu thư Vera Ilinichna Rostova, con gái cả của bá tước Rostov, xinh đẹp chững chạc nhưng tính cách khó ưa, không biết cách cư xử và luôn gây khó chịu cho người khác. Kết hôn với Alphonse Karlovich Berg Nicholas.
- Bá tước tiểu thư Natalia Ilinichna Rostova (Natasha): là một trong những nhân vật trung tâm của tác phẩm, con gái thứ ba của bá tước Rostov, nàng trong sáng, yêu đời và luôn tràn trề ngọn lửa sống mãnh liệt, không chỉ vậy nàng còn là một người hiểu đạo lý, có những tính toán rất đúng đắn trong nhiều trường hợp. Chính tính cách này đã mang lại cho Andrey nghị lực vượt qua giai đoạn khó khăn nhất đời chàng: bị thương, vợ mất, con nhỏ. Andrey đã đính hôn với Natasha sau khi vợ Andrey chết. Nhưng sau đó do nhẹ dạ cả tin, Natalia đã bị Anatole quyến rũ và phản bội Andrey. Sự việc này chính là nút thắt của câu chuyện, hướng các nhân vật đến những biến cố khác nhau. Cuối cùng, Natasha kết hôn với Pierre và trở thành "một người đàn bà khỏe mạnh và mắn con" với 4 đứa con.
- Pyotr Ilyich Rostov (Petya), con trai út của bá tước Rostov. Giống như chị gái của mình là Natasha, Petya cũng là một cậu bé đáng yêu, hiểu chuyện và có tình yêu nước mãnh liệt dù cho còn nhỏ. Chính vì thế, cậu tham gia chiến tranh với ý tưởng cao đẹp là vì cống hiến mình tổ quốc, vì Hoàng đế, vì những người thân yêu. Petya hy sinh trong một trận đột kích của Nga vào doanh trại Pháp năm 1812.
- Sonya Aleksandrovna cháu gái họ của ông bà Rostov, sống trong gia đình từ nhỏ. Sonya hơn Natasha 2 tuổi và cũng là một người bạn thân của Natasha. Nàng xinh đẹp, tháo vát chăm lo các công việc trong gia đình Rostov. Nàng có một tình yêu mãnh liệt, chung thủy và đầy hy sinh với Nikolai anh họ nàng. Tuy nhiên, không giống với Natasha đầy mơ mộng và tâm hồn nên thơ, Sonya có một tính cách điềm đạm và thực tế hơn.
- Alphonse Karlovich Berg Nicholas: sĩ quan chuyên nghiệp, chồng của Vera, là người chỉ thích nói về mình và có tật hay "nói quá" về bản thân, thích bợ đỡ để có được công việc nhàn nhã.

### Nhà Bezukhov
- Lão bá tước Kirill Vladimirovich Bezukhov, cha của Pierre, triều thần thời đại nữ hoàng Ekaterina, nổi tiếng giàu có và đào hoa, mất năm 1805 sau khi mất ông để lại toàn bộ gia tài cho người con rơi mà ông không công nhận là Pierre.
- Bá tước Pyotr "Pierre" Kirillovich Bezukhov, là một trong những nhân vật quan trọng của tác phẩm, chàng có cuộc đời và những diễn biến tâm lý khá phức tạp, được thay đổi và giác ngộ qua nhiều năm. Xuất hiện vào năm 1805, chàng là một chàng trai tốt bụng, ngây thơ hiền lành, chàng không biết phải có cách cư xử thế nào với thế giới. Chàng là bạn tốt nhất của Andrey, được Andrey nhận xét là "Trong giới quý tộc, cậu là người duy nhất còn sống". Chàng bị rơi vào cạm bẫy của thế giới quý tộc sau khi hưởng thừa kế gia sản khổng lồ của cha mình công tước Kiril Vladimirovich Bezukhov, cưới Hélène (Ëlena) con gái công tước Kuragin. Mặc dù có cuộc sống chỉ toàn ăn chơi sung sướng nhưng chàng luôn không hạnh phúc, luôn băn khoăn câu hỏi "Sống là gì? chết là gì? cái gì đúng? cái gì sai?" và bế tắc khi không tìm ra câu trả lời. Chàng cố gắng tìm ra những ý nghĩa của cuộc sống bằng cách tham gia Hội Tam Điển nhưng về sau cũng nhận ra sự giả tạo và vô nghĩa của việc này. Sau khi chán ghét thế giới quý tộc, chàng ra trận, chứng kiến tinh thần đánh giặc sục sôi và những hy sinh oanh liệt của nhân dân Nga trong trận Borodino, chàng đã dần nhận ra nhiều điều mới mẻ và sáng tỏ. Âm mưu ám sát Napoléon bất thành, chàng bị Pháp bắt cùng với các tù binh khác, ở đây chàng gặp Platon Karatayev, một người nông dân hiền lành, mang đặc những tính cách của người dân Nga, bác đã giúp Pierre hiểu hơn về cuộc sống và là người mà Pierre kính trọng nhất trong cuộc đời. Chính thời gian này đã giúp Pierre hoàn toàn được "khai sáng", chàng đã ngộ ra tất cả những điều cần hiểu trong cuộc sống, trả lời được câu hỏi mà bấy lâu chàng tìm kiếm. Chàng trở nên điềm tĩnh, hiểu đời, hiểu người, trở thành một người có phẩm chất được tất cả mọi người yêu quý và kính trọng, kể cả những người xưa kia thù ghét chàng hay chỉ lợi dụng chàng. Trong khúc vĩ thanh của tác phẩm, sau kết hôn với Natasha năm 1813, chàng là hội viên của hội bí mật tiền thân của phái Cách mạng tháng Chạp. Pierre và Andrey đều trở thành những người anh hùng chân chính của nhân dân Nga trong máu lửa chiến tranh vệ quốc.
- Bá tước phu nhân Hélèna Vasilievna Kuragina (Ëlena), con gái công tước Vasili Sergeyevich Kuragin, là một người đàn bà đẹp tuyệt trần nhưng phẩm chất tồi tệ, ích kỉ, dâm đãng và hư hỏng, trở thành vợ Pierre trong âm mưu của ông bố, lừa Pierre để kiếm chác từ món gia sản đồ sộ mà chàng thừa kế. Mất năm 1812 do bệnh.
- Nữ công tước Katerina Semyonova, cháu họ của lão bá tước, thường gọi là Katyusha, hoặc cô Lớn, được miêu tả là có ngoại hình xấu xí với khuôn mặt lạnh như đá, cái lưng dài quá khổ và mái tóc cứng đờ. Vào năm 1805, nàng cũng là một người tranh đoạt tài sản của lão bá tước Bezoukhov với Pierre. Tuy nhiên về sau, từ năm 1812, nàng trở thành một người bạn chân thành của Pierre với những thay đổi trong phẩm chất của chàng.
- Nữ công tước Olga Semyonova,cháu họ của lão bá tước, thường gọi là cô Nhỡ.
- Nữ công tước Sofya Semyonova, cháu họ của lão bá tước, thường gọi là cô út.

### Nhà Kuragin
- Công tước Vasili Sergeyevich Kuragin (cũng Basile), là một triều thần, là nhân vật toát lên toàn bộ những mặt giả tạo, xấu xa nhất của giới quý tộc Nga thời bấy giờ: xảo quyệt, mưu mô, luôn không bỏ qua cơ hội nào để có lợi cho mình kể cả phải hy sinh con gái.
- Công tước phu nhân Alina Kuragina, vợ công tước Kouraguine: Giống như những người khác trong gia đình Kuragin, dù chỉ xuất hiện một lần duy nhất nhưng người đọc cũng đủ để nhận ra phẩm chất tồi tệ của bà ta. Khi con gái là Hélèna nhận được nhiều sự sủng ái của đàn ông, yêu 2 người có quyền cao chức trọng cùng một lúc (trong khi Pierre đang bị quân Pháp bắt) thì bà ghen tị với chính con gái của mình và tìm cách không cho con gái mình kết hôn với 2 người đó.
- Thiếu công tước Ippolite Vasilievich Kuragin (cũng Hyppolyte), con trai cả của công tước Kuragin, một anh chàng đần độn, lố bịch, thường bị đem ra làm trò hề. Anh ta có những phát ngôn mà "chàng nói câu đó tự tin đến nỗi người ta không thể phân biệt đó là rất thông mình hay rất đần độn" như: "quần đùi màu tiên nữ hoảng sợ" hay khi vô duyên hỏi người đang kể chuyện chính trị là "Có phải là chuyện ma không? Số là tôi chúa ghét chuyện ma".
- Thiếu công tước Anatole Vasilievich Kuragin, con trai công tước Kuragin, em trai Hélène, một thanh niên đẹp trai nhưng chơi bời, hoang đàng, phóng đãng. Giống anh trai và chị gái của mình, anh ta khá ngốc ngếch, được tác giả tả là "chàng không nghĩ gì cả vì nói chung chàng rất ít nghĩ". Anatole đã có vợ nhưng giấu diếm không để cho ai biết chuyện này, nên tất cả các cô gái đều nghĩ Anatole vẫn chưa có người yêu. Trong thời gian Andrey ở nước ngoài, Anatole đã quyến rũ Natasha, lên kế hoạch bắt cóc nàng nhưng bất thành, tuy nhiên chuyện này về sau làm cho cuộc sống của Natasha, Andrey đi theo một hướng khác. Vì sợ sự trả thù của Andrey, Anatole trốn đi khắp nơi và tham gia chiến tranh, mất năm 1812 do bị thương trong trận Borodino.

### Gia đình công tước Drubetskoy
- Công tước phu nhân Anna Mikhailovna Drubetskaya, quả phụ, bạn thân từ thủa thiếu thời của bá tước phu nhân Rostova. Vì nghèo túng và góa bụa, bà bất chấp liêm sỉ, phải cầu cạnh khắp nơi để nuôi con và giúp con trai được thăng tiến.
- Công tước Boris Drubetskoy: quân nhân. Chàng được gửi nuôi vào nhà Rostov một vài năm trước khi vào quân đội. Được miêu tả lần đâu vào năm 1805, chàng là một thanh niên đẹp trai, thẳng thắn, không chấp nhận sự cúi mình nịnh bợ để được được lợi ích cho cuộc sống. Điều này được thể hiện trong lần chàng cùng mẹ đến nhà lão bá tước Bezukhov, mẹ chàng cầu xin chàng vào thăm hỏi lão bá tước đang ốm nặng để xin tiền và mong ông giúp đỡ (vì lão bá tước Bezukhov là cha đỡ đầu của Boris) nhưng chàng rất miễn cưỡng đi và luôn đòi về. Tuy nhiên sau khi gia nhập quân đội, chàng trở nên bợ đỡ, không bỏ qua một cơ hội thăng tiến nào và luôn tìm cách tiếp cận với những người có chức cao để thăng tiến.Chàng coi khinh những mối quan hệ cũ, khi Nikolai Rostov đến để nhờ chuyện giúp Denisov thì chàng tiếp đón một cách hời hợt, như bề trên nói chuyện với người dưới. Chàng người yêu thời thơ ấu của Natasha. Dù vẫn cảm thấy Natasha còn sức hấp dẫn với mình như xưa, vì gia sản kếch sù của cô chàng ép mình cưới Yulia Karagina vừa già vừa xấu
- Công tước phu nhân Yulia Karagina, một thiếu nữ xấu xí và giả dối nhưng giàu có, từng là bạn thân của nữ công tước Maria, sau cưới Boris Drubetskoy.

### Tuyến nhân vật phụ
- Maria Dimitriyevna Akhrossimova, mẹ đỡ đầu của Natasha, có biệt hiệu Hung long vì tính tình thẳng thắn cương trực đến lỗ mãng nhưng ai cũng yêu mến.
- Vasily Dmitrievich Denisov, bạn đồng ngũ của Nikolai Rostov, từng thầm yêu Natasha, tính tính can đảm, ngay thẳng, vui tươi.
- Fyodor Ivanovich Dolokhov, bạn của Anatole, Rostov, một kẻ phóng đãng, đốn mạt, từng theo đuổi Sonya, dụ dỗ Nikolai vào cờ bạc, bị Pierre thách đấu súng do nghi ngờ y có dan díu với Hélène, nhưng trong quân ngũ là một anh hùng quả cảm, một người con chí hiếu.
- Anna Pavlovna Scherera (cũng Annette), ngự tiền phu nhân, một người đàn bà của giới giao tế phòng khách, khinh người mà dối trá, ý kiến thay đổi như chong chóng, chuyên làm mụ mối.
- Bilibin, nhà ngoại giao, bạn của Andrey, thuộc phe thân Pháp.
- Osip Alekseyevich Bazdeyev, ông già trong hội Tam điểm, khuyên Pierre vào hội, Pierre coi là ân nhân.
- Platon Karatayev, bạn tù của Pierre, thuộc tầng lớp bình dân, nhân hậu, giản dị, qua những câu chuyện của mình đã làm Pierre hiểu ra nhiều ý nghĩa cuộc đời gần gũi hơn hẳn những lý thuyết nặng nề của hội Tam điểm. Bị xử tử năm 1812.
- Aleksandr I (1777-1825) Hoàng đế Nga, trị vì từ 1801 đến 1825.
- Napoléon Bonaparte, Hoàng đế Pháp, đối đầu với Mikhail Kutuzov ở bên kia chiến tuyến.
- Mikhail Ilarionovich Kutuzov nguyên soái tổng tư lệnh tối cao của quân đội Nga trong liên minh Nga-Áo chống lại đội quân xâm lược của Napoléon Bonaparte, là người giản dị và bình thường, đại diện chân chính của cuộc chiến tranh yêu nước, hiện thân của trí thông minh và lòng dũng cảm của dân tộc Nga.

## Phê bình
Chiến tranh và hòa bình là tiểu thuyết lớn nhất của Lev Tolstoy về nhiều phương diện, trên hết vì tính nhân văn trong bối cảnh chiến tranh là trọng tâm.
Về nghệ thuật, tác phẩm kết cấu dựa trên sự thống nhất hai mặt của chủ nghĩa anh hùng nhân dân và truyện kể lịch sử. Cốt truyện được xây dựng trên hai biến cố lịch sử chủ yếu đầu thế kỉ 19: cuộc chiến tranh năm 1805 và 1812, đồng thời phản ánh cuộc sống hòa bình của nhân dân và giai cấp quý tộc Nga vào các giai đoạn 1805-1812, 1812-1820. Các tình tiết và cốt truyện nói trên lại kết cấu tập trung xung quanh hai biến cố lịch sử chủ yếu: chủ đề nhân dân gắn bó khăng khít với chủ đề lịch sử, và đề tài chiến tranh quán xuyến toàn bộ tác phẩm đan chéo với đề tài về hòa bình. Bởi vậy, truyện kể lịch sử cùng với chủ nghĩa anh hùng nhân dân là hai mặt cơ sở thống nhất tạo thành kết cấu hoàn chỉnh của sử thi, tạo nên mọi tình tiết trong tác phẩm và được hình tượng hóa theo quá trình xây dựng tác phẩm.
Một trong những đặc điểm nổi bật khác của Chiến tranh và hòa bình là nghệ thuật miêu tả tâm lý nhân vật. Số phận nhân vật với những tâm trạng tinh tế đều gắn bó mật thiết với bước thăng trầm của lịch sử. Đây chính là điểm cách tân của Tolstoy về thể loại anh hùng ca, từ đó sáng tạo nên loại anh hùng ca hiện đại trong lịch sử văn học Nga và văn học thế giới.

## Bản Việt Hóa
Chiến tranh và hòa bình đã được dịch Việt văn một số bản dịch 4 tập, trong đó có:
- Bản dịch Chiến tranh và hòa bình của Hoàng Thiếu Sơn, Trường Xuyên, Cao Xuân Hạo, Nhữ Thành, bao gồm xuất bản phẩm lần đầu tiên tại Nhà xuất bản Văn hóa, Hà Nội: tập 1 với phụ lục tóm tắt nội dung và bảng tra danh từ riêng gồm 586 trang in năm 1961, tập 2 gồm 602 trang, tập 3 gồm 638 trang chia làm 3 phần gồm 34 chương có tóm tắt nội dung và bảng tra danh từ lịch sử, địa lý cuối sách; tập 4 gồm 544 trang đều in năm 1962. Tất cả các tập đều có cỡ 13×19 cm. Sau đó bản dịch này được tái bản có sửa chữa bổ sung, in tại Nhà xuất bản Văn học, Hà Nội: tập 1: 719 trang in năm 1976; tập 2: 592 trang in năm 1976, tập 3: 558 trang in năm 1979; tập 4: 477 trang. In lại tại Nhà xuất bản văn học Hà Nội năm 2001: tập 1: 825 trang; tập 2: 724 trang; tập 3: 705 trang.
- Bản dịch Chiến tranh và hòa bình của Nguyễn Hiến Lê, in lần đầu tại Nhà xuất bản Lá Bối, Sài Gòn 1969: tập 1: 758 trang, tập 2: 729 trang; tập 3: 733 trang; tập 4: 716 trang. Bản in tại Nhà xuất bản Văn học, Hà Nội 1993, tập 1: 612 trang, tập 2: 594 trang, tập 3: 585 trang, tập 4: 616 trang, cỡ giấy 19 cm. Tái bản in tại Nhà xuất bản Văn nghệ, Thành phố Hồ Chí Minh in năm 2000, tập 1: 816 trang, tập 2: 778 trang, tập 3: 731 trang, tập 4: 809 trang, cỡ giấy 18 cm.